# Lókapála

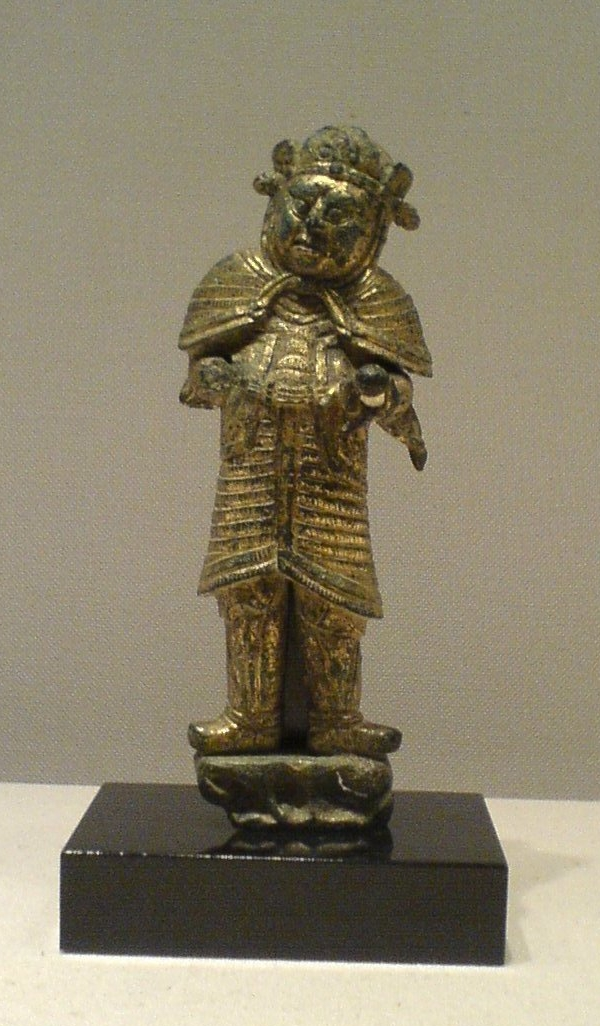
8. századi japán lókapálaszobrocska

A lókapálák vagy dikpálák (szanszkrit lokapāla / lókapála, a. m. ’világőr’; dikpāla / dikpála, ’égtájőr’; kínai 四大天王; japán ローカパーラ, koreai 사천왕 ) a hinduista és a buddhista mitológiában az égtájak Méru hegyén élő őrzőistenei, akiknek száma és személye is gyakran változott. Kultuszuk Indián kívül elterjedt Tibetben, Kínában, Koreában és Japánban is.
A hinduizmusban eredetileg a négy égtájnak, a négy köztes égtájnak (így nyolcan együtt: asta-dikpálák, aṣṭa-dikpāla), valamint a zenitnek és a nadírnak (tízük neve: dása-dikpálák, daśa-dikpāla) volt saját őrzőistene. Nem minden korabeli forrásból bontakozik ki tisztán a lókapálák köre és személye, és az egyes istenekhez tartozó égtájak is gyakran felcserélődnek. Mindenesetre úgy tűnik, eleinte Szóma (észak), Indra (dél), Agni (kelet), Varuna (nyugat), Visnu (zenit) és Brihaszpati (nadír) voltak a lókapálák. A Mahábhárata keletkezésének idejére, az i. e. 1. évezred közepére a szerepek ismét felcserélődtek és új istenek is kerültek közéjük: Kuvera (észak), Jama (dél), Indra (kelet), Varuna (nyugat) és Agni (zenit). A buddhizmusban mindössze négyük ismert, „a négy nagy égi király”: Vaisvánara (észak, attribútuma a győzelmi zászló és a mongúz), Virúdhaka (dél, kard), Dhritarástra (kelet, húros hangszer), Virúpáksa (nyugat, ereklyetartó sztúpa és kígyó).
A lókapálák feladata alapvetően a teremtett világ védelmének biztosítása, a démonok elleni harc volt. A buddhizmusban szerepük kiterjedt Buddha életének megóvására is: a lókapálák életének minden jelentős pillanatában jelen voltak, és megvédték minden földi és démoni eredetű bajtól.
Jellemzően felfegyverzett férfi alakban testesültek meg, mindegyiküknek volt női társa és hátasállata (diggadzsa) is, s gyakran ezeket is a lókapálák közé sorolták. Ábrázolásuk hagyományosan megjelent a hinduista templomok kapuzatának, belső falának és mennyezetének képei között, amint hátasukon, többnyire elefántjukon ülve démonokon tipornak. A buddhizmusban mindenre elszánt, kígyók között álló vagy ülő férfiakként jelentek meg, a tibeti buddhista mitológiában pedig pásztorkirályokként jelenítették meg őket.